# 氷上バスストップ
氷上バスストップ（ひかみバスストップ）は、兵庫県丹波市氷上町氷上の北近畿豊岡自動車道上にあるバス停。2005年（平成17年）4月17日、北近畿豊岡自動車道春日和田山道路のうち春日JCT・IC・氷上IC間の開通と同時にバスストップが予定地西側の空き地に設置されたが、2006年（平成18年）7月22日には、同自動車道が氷上ICから遠阪トンネルを経て和田山ICまで延伸されたため、バス停留所は、現在地に氷上停留所として移設された。

## 停車する路線
- 全但バス
  - 大阪（梅田・新大阪） - 城崎温泉駅
  - 神戸（三宮） - 城崎温泉駅
  - 大阪（梅田・新大阪） - 湯村温泉・浜坂駅
  - 神戸（三宮） - 湯村温泉・浜坂駅
  - 京都駅 - 城崎温泉駅

## 所要時間
- 大阪駅まで約90分
- 三宮駅まで約68分
- 西宮北インターまで約40分
- 和田山駅まで約55分
- 城崎温泉駅まで約115分
- 湯村温泉まで約120分
- 浜坂駅まで約143分

## 隣
E72 北近畿豊岡自動車道
(3) 春日JCT/IC/BS - 氷上IC/PA（PAは下り線のみ） - 氷上BS - 青垣IC/BS

## バス停へのアクセス
- 神姫グリーンバス 植野記念美術館前バス停

## 位置情報
氷上バスストップ（バス停検索）